# Шортанбай
Шортанба́й (каз. Шотанбай) — село у складі Курмангазинського району Атирауської області Казахстану. Адміністративний центр Шортанбайського сільського округу.
Населення — 1135 осіб (2021; 1411 у 2009, 1395 у 1999, 1692 у 1989).